# Traci Wolfe
Traci Wolfe, est une actrice américaine, née le 27 décembre 1960 à Plainfield (New Jersey). Elle est surtout connue pour le rôle de Rianne Murtaugh dans la saga de L'Arme fatale.

## Filmographie

### Cinéma
- 1987 : L'Arme fatale de Richard Donner : Rianne Murtaugh
- 1989 : L'Arme fatale 2 de Richard Donner : Rianne Murtaugh
- 1992 : L'Arme fatale 3 de Richard Donner : Rianne Murtaugh
- 1998 : L'Arme fatale 4 de Richard Donner : Rianne Murtaugh, Butters

### Télévision
- 1986 à 1989 : The Cosby Show de Bill Cosby (2 épisodes)
- 1989 : Dans la chaleur de la nuit de Bernard McEveety (1 épisode)
- 2020 : Katy Keene : Francesca Arnault (saison 1, épisode 13)
- 2022 : New York, unité spéciale : Beverly Morrison (saison 23, épisode 21)